# 万安溪水电站
万安溪水电站位于中国福建省龙岩市新罗区万安镇以南2千米处九龙江上游万安溪河道上，万安溪梯级开发的第一级水电站。工程于1991年10月动工，1994年10月第一台机组发电，1995年10月竣工。大坝为混凝土面板堆石坝，最大坝高93.8米，坝顶长210米，宽8米，控制流域面积667平方千米。水库总库容2.289亿立方米，正常蓄水位365.00米。原电站总装机容量4.5万kW，年均发电量1.357亿kW·h。2015年进行了增效扩容改造工程，新增3台15.5兆瓦（1.55万千瓦）水轮发电机组，扩容后电站设计年发电量1.4483亿千瓦时。新机组已于2016年接入电网。